# Сант'Ана (Гросето)
Сант'Ана је насеље у Италији у округу Гросето, региону Тоскана.
Према процени из 2011. у насељу је живело 20 становника. Насеље се налази на надморској висини од 455 м.